# Biskupi białostoccy
Biskupi białostoccy – biskupi diecezjalni i biskupi pomocniczy diecezji białostockiej (od 1992 archidiecezji).

## Biskupi

### Biskupi diecezjalni
| Lata urzędowania | Biskup | Biskup             | Uwagi                                                              |
| ---------------- | ------ | ------------------ | ------------------------------------------------------------------ |
| 1991–1993        |        | Edward Kisiel      | od 1992 arcybiskup metropolita                                     |
| 1993–2000        |        | Stanisław Szymecki | arcybiskup metropolita                                             |
| 2000–2006        |        | Wojciech Ziemba    | arcybiskup metropolita, następnie arcybiskup metropolita warmiński |
| 2006–2017        |        | Edward Ozorowski   | arcybiskup metropolita                                             |
| 2017–2021        |        | Tadeusz Wojda      | arcybiskup metropolita, następnie arcybiskup metropolita gdański   |
| od 2021          |        | Józef Guzdek       | arcybiskup metropolita                                             |

### Biskupi pomocniczy
| Lata urzędowania | Biskup | Biskup           | Uwagi                                        |
| ---------------- | ------ | ---------------- | -------------------------------------------- |
| 1979–2006        |        | Edward Ozorowski | następnie arcybiskup metropolita białostocki |
| od 2012          |        | Henryk Ciereszko |                                              |